# Continvoir
Continvoir ist eine französische Gemeinde mit 467 Einwohnern (Stand: 1. Januar 2022) im Département Indre-et-Loire in der Region Centre-Val de Loire; sie gehört zum Arrondissement Chinon und zum Kanton Langeais. Die Einwohner werden Continvoirais genannt.

## Geographie
Continvoir liegt an der Grenze zum Département Maine-et-Loire, die hier vom Fluss Changeon markiert wird und im Regionalen Naturpark Loire-Anjou-Touraine, etwa 35 Kilometer westlich von Tours. Umgeben wird Continvoir von den Nachbargemeinden Rillé im Norden, Hommes im Nordosten, Avrillé-les-Ponceaux im Osten, Les Essards im Osten und Südosten, Coteaux-sur-Loire im Südosten, Restigné und Benais im Süden, Bourgueil im Südwesten sowie Gizeux im Westen.

## Bevölkerungsentwicklung
| Jahr                       | 1962 | 1968 | 1975 | 1982 | 1990 | 1999 | 2006 | 2013 | 2021 |
| Einwohner                  | 605  | 570  | 439  | 479  | 420  | 449  | 458  | 453  | 458  |
| Quellen: Cassini und INSEE |      |      |      |      |      |      |      |      |      |

## Sehenswürdigkeiten
- Dolmen von Continvoir
- Cromlech von Continvoir
- Kirche Saint-Martin
- Schloss Les Ricordières, 1585 erbaut
- Herrenhaus, Anfang des 20. Jahrhunderts erbaut, heutiges Rathaus
- Waschhaus

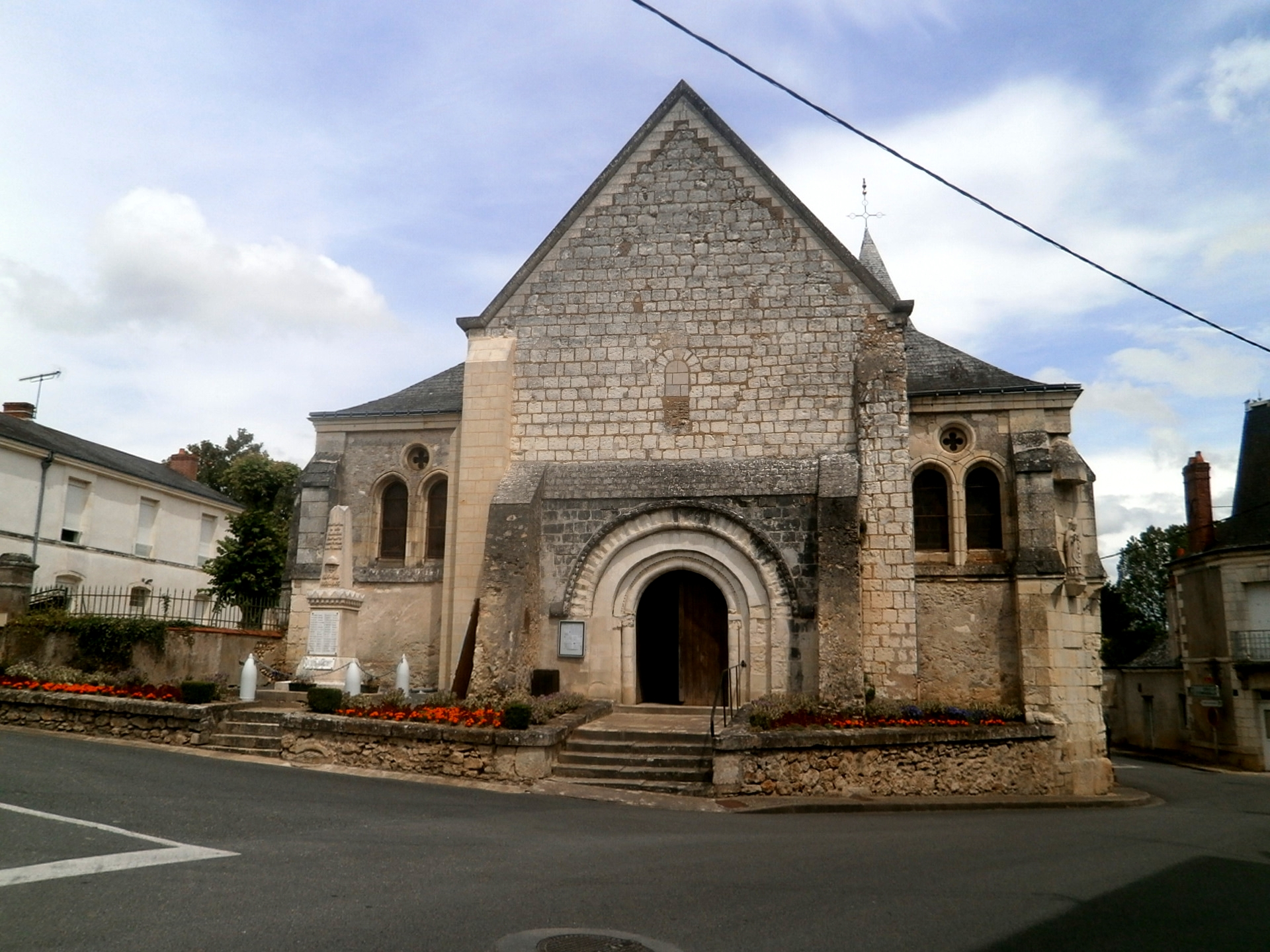
Kirche Saint-Martin
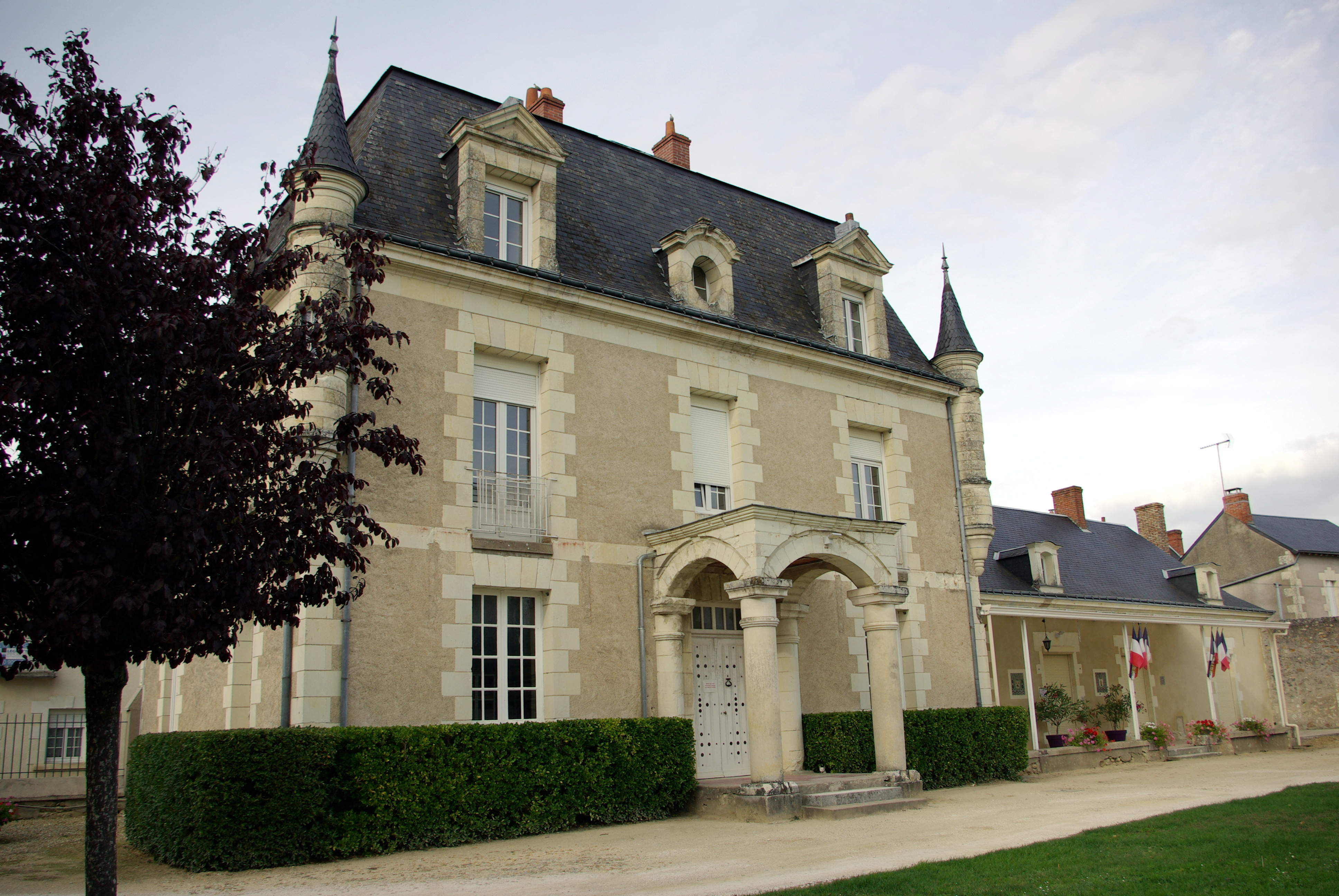
Rathaus (mairie)
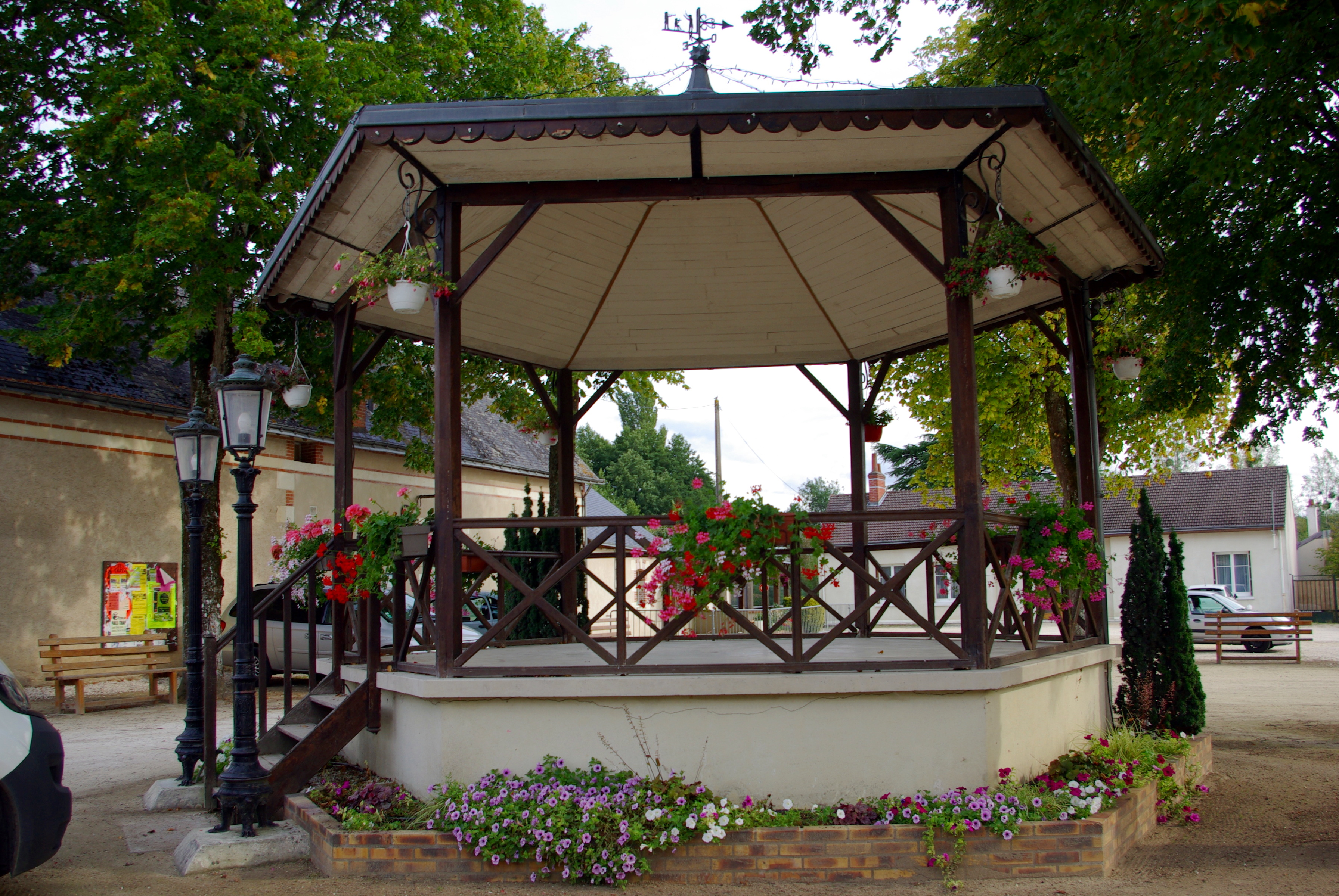
Musikpavillon
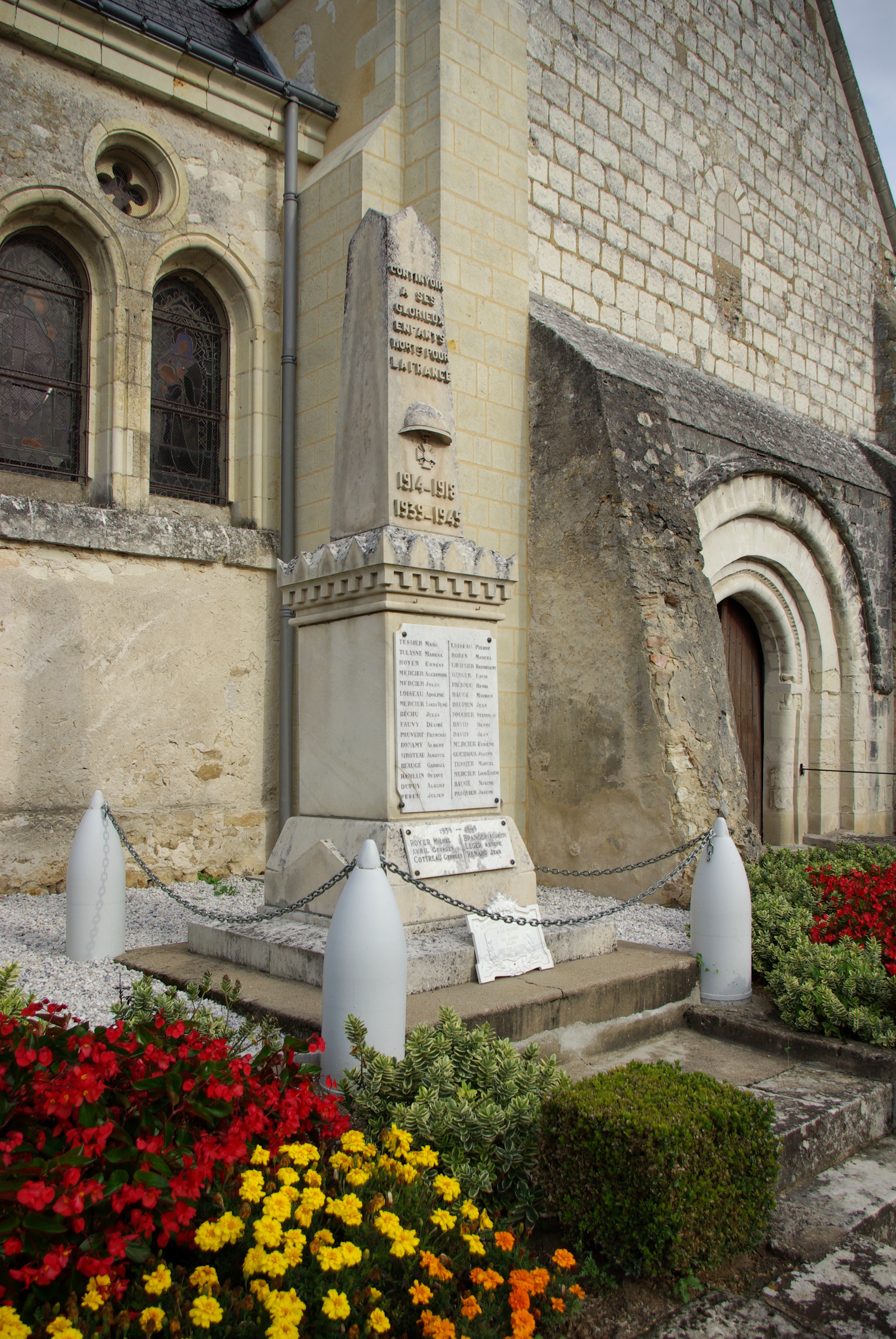
Gefallenendenkmal